# جون ريتشاردسون (سياسي أسترالي، مواليد 1810)
جون ريتشاردسون (بالإنجليزية: John Richardson)‏ هو شخصية أعمال وسياسي أسترالي، ولد في 1810 في Freuchie ‏ في المملكة المتحدة، وتوفي في 22 ديسمبر 1888 في آرمدال في أستراليا. انتخب عضو الجمعية التشريعية لنيو ساوث ويلز وانتخب عضو المجلس التشريعي نيو ساوث ويلز.